# Condado de Swift
O Condado de Swift é um dos 87 condados do estado americano de Minnesota. A sede do condado é Benson, e sua maior cidade é Benson. O condado possui uma área de 1 949 km² (dos quais 23 km² estão cobertos por água), uma população de 11 956 habitantes, e uma densidade populacional de 6 hab/km² (segundo o censo nacional de 2000). O condado foi fundado em 1870.